# Christine Daure-Serfaty
Christine Daure-Serfaty, née le 12 novembre 1926 à Montpellier et morte le 28 mai 2014 à Paris 20e, est une professeure et écrivaine française, militante pour les droits de l'homme,. Elle s'est illustrée au Maroc, pays où elle a combattu pour la défense des droits des victimes du roi Hassan II durant les « années de plomb ». Elle est la veuve d'Abraham Serfaty, un opposant marocain emprisonné 17 ans, de 1974 à 1991, qu'elle avait épousé en prison en 1986.

## Biographie
Christine Daure est la fille de Pierre Daure (1892-1966), physicien, recteur de l'académie de Caen, préfet du Calvados à la Libération, et de Marianne Coulet, elle-même fille de Jules Coulet (1870-1952), recteur de l'académie de Montpellier, et sœur de François Coulet (1906-1984), diplomate et commissaire de la République pour la Normandie en 1944.
Elle devient professeur d'histoire-géographie et épouse Pierre Aguiton, alors magistrat. Ils ont ensemble deux enfants, Christophe et Lise Aguiton. Alors que son mari est proche de la droite, nommé à la cour de sûreté militaire en Algérie, elle milite dans les réseaux anticolonialistes, hébergeant, via des réseaux protestants, un Algérien du FLN, ce qui les mène à la séparation[source insuffisante].
Comme son mari refuse qu'elle s'installe en Algérie avec leurs enfants, elle part en 1962 enseigner à Casablanca, au Maroc, avec ses enfants et un nouveau compagnon. En 1972, elle cache l'opposant d'extrême gauche Abraham Serfaty et se rapproche alors de sa lutte contre le régime d'Hassan II. Elle est arrêtée en même temps que lui en novembre 1974, assignée à résidence durant trois mois, et expulsée en 1977,.
Elle entame une correspondance avec le prisonnier politique, obtient un droit de visite et l'épouse en 1986. La même année, elle publie, sous le pseudonyme de Claude Ariam, Rencontres avec le Maroc, récit de ses voyages dans le pays ; l'ouvrage est réédité en 1993 sous son vrai nom. Puis, avec Gilles Perrault et Edwy Plenel, elle participe anonymement à la rédaction du livre Notre ami le roi, dont la parution, en 1990, provoque une crise diplomatique entre le Maroc et la France. Elle obtient la fermeture, l'année suivante, de la prison secrète de Tazmamart. Son mari est libéré, mais déchu de sa nationalité et expulsé en raison de son soutien à l'autonomie du Sahara occidental. À la mort d'Hassan II, son fils Mohammed VI réhabilite Abraham Serfaty et offre au couple une villa. Ils se retirent ensuite à Marrakech. Elle rentre en France à la mort de son mari.
Elle a été présidente de l'Observatoire international des prisons en 1993.

## Publications
- Tazmamart : une prison de la mort au Maroc, Paris, Stock, 1992.  (ISBN 2-234-02472-2)
- Rencontres avec le Maroc, Paris, La Découverte, 1993.  (ISBN 2-7071-2252-1)
- La mémoire de l'autre (avec Abraham Serfaty), Paris, Stock, 1993  (ISBN 2-234-02573-7). Publié au Maroc en 2002 (Éd. Tarik).
- La Mauritanie, Paris, L'Harmattan, 1993.  (ISBN 2-7384-1911-9)
- La femme d'Ijoukak, roman, Paris, Stock, 1997  (ISBN 2-234-04732-3). Publié au Maroc en 2008 (Éd. Tarik).
- Lettre du Maroc, préface par Edwy Plenel, Paris, Stock, 2000.  (ISBN 2-234-05246-7)